# Myotis sodalis
Myotis sodalis (Miller & Allen, 1928) è un pipistrello della famiglia dei Vespertilionidi endemico degli Stati Uniti d'America orientali.

## Descrizione

### Dimensioni
Pipistrello di piccole dimensioni, con la lunghezza della testa e del corpo tra 41,4 e 49 mm, la lunghezza dell'avambraccio tra 36 e 40,6 mm, la lunghezza della coda tra 27 e 43,8 mm, la lunghezza del piede tra 7 e 8,6 mm, la lunghezza delle orecchie tra 10,4 e 14,8 mm, un'apertura alare fino a 26,7 cm e un peso fino a 7,5 g.

### Aspetto
La pelliccia è fine. Le parti dorsali sono grigio-castane, con le punte dei peli grigiastre, che donano un effetto generale brizzolato, mentre le parti ventrali sono bianco-rosate, con la base dei peli grigio scure. Le orecchie sono bruno-nerastre, moderate, con il bordo anteriore convesso alla base e diritto all'estremità e con la punta arrotondata. Il trago è corto, smussato e leggermente curvato in avanti. Le membrane alari sono bruno-nerastre e attaccate posteriormente alla base delle dita dei piedi, i quali sono piccoli. L'estremità della lunga coda si estende leggermente oltre l'ampio uropatagio. Il calcar è lungo, sottile e distintamente carenato al centro. Il cariotipo è 2n=44 FNa=50.

## Biologia

### Comportamento
Si rifugia in piccoli gruppi nelle cavità degli alberi e sotto le cortecce staccate. Durante l'inverno entra in ibernazione all'interno di grotte, individuate in non più di 15 in tutto il suo areale. Forma vivai di poche centinaia di femmine con i loro piccoli.

### Alimentazione
Si nutre di piccoli lepidotteri, ditteri, tricotteri, imenotteri, coleotteri, plecotteri, omotteri e neurotteri.

### Riproduzione
Gli accoppiamenti avvengono in autunno, con ovulazione, fertilizzazione ed impianto dell'embrione ritardati al termine dell'ibernazione. Danno alla luce un piccolo alla volta a fine giugno o nei primi giorni di luglio. Lo svezzamento avviene tra 25 e 37 giorni dalla nascita. L'aspettativa di vita è di 13-14 anni fino a un massimo di 20 anni.

## Distribuzione e habitat
Questa specie è endemica degli stati americani orientali dell'Iowa meridionale, Missouri, Arkansas settentrionale, Oklahoma orientale, Illinois, Indiana, Kentucky; Virginia e Carolina del Nord occidentali, Michigan meridionale, Ohio, Pennsylvania, New York, Massachusetts occidentale, Vermont e New Hampshire meridionali; Virginia Occidentale, Tennessee; Alabama, Georgia e Carolina del Sud settentrionali.

## Conservazione
La IUCN Red List, considerato che è stato osservato un drastico declino nella popolazione di circa il 50% negli ultimi 10 anni, classifica M.sodalis come specie in pericolo di estinzione (Endangered).